# A Funny Thing Happened on the Way to the Moon
Un lucru ciudat s-a întâmplat pe drumul spre Lună (titlu original: A Funny Thing Happened on the Way to the Moon) este un film american documentar  din 2001 scris, produs și regizat de Bart Sibrel. Sibrel este un critic al programului Apollo și susținător al teoriei conspirației că cele șase aselenizări, între 1969 și 1972, au fost false elaborate de guvernul Statelor Unite, inclusiv NASA. Cu toate acestea, oamenii de știință, tehnicieni și cei interesați în istoria explorării spațiului au găsit explicații raționale la argumente lui Sibrel, respingând aceste afirmații ca fiind nefondate și neavând nicio rigoare științifică